# Eleanor Jorden
Eleanor Harz Jorden (née en 1920 et morte le 18 février 2009) est une linguiste américaine et importante experte du japonais. Née Eleanor Harz, elle épouse William Jorden (en), journaliste et diplomate; le mariage se termine par un divorce.

## Biographie
Elle obtient son Ph.D. à l'université Yale sous la direction de Bernard Bloch en 1950. Elle est surtout connue pour ses manuels sur la langue japonaise dont Beginning Japanese et Japanese: The Spoken Language. ce dernier texte comprend le système JSL romaji pour transcrire le japonais en alphabet latin. Ses explications sur les subtilités et l'usage de la grammaire japonaise sont encore largement référencées aujourd'hui.
Jorden a enseigné le japonais dans de nombreuses institutions, dont la Cornell University, le Bryn Mawr College, l'université Johns-Hopkins, le Williams College, l'université de Hawaii, l'International Christian University à Tokyo et l'université d'État de l'Ohio. Jorden a également longtemps été présidente du département des langues d'Asie orientale au Foreign Service Institute (FSI) du département d'État des États-Unis.
Jorden est à l'origine de la création de plusieurs programmes dont le programme intensif FALCON à l'université Cornell et l'école de japonais du Foreign Service Institute à Tokyo.

## Honneurs
- Ordre de la Couronne précieuse, 1985[3].
- Prix de la Fondation du Japon, 1985[3]
- Anthony Papalia Award for Excellence in Teacher Education, American Council on the Teaching of Foreign Languages (ACTFL), 1993[3].
- Williams College, doctorat honoraire[4].
- Knox College, doctorat honoraire[4].
- Middlebury College, doctorat honoraire[4].
- Université de Stirling (Écosse), doctorat honoraire[4].
- President of the Association for Asian Studies en 1980.